# 三重號列車
三重（日语：／ Mie */?）號列車是由東海旅客鐵道（JR東海）營運，行走於名古屋站至鳥羽站/伊勢市站之間的快速列車，途經關西本線、伊勢線、紀勢本線和參宮線。

## 概要
列車途經連接名古屋市和伊勢市/鳥羽市，途經三重縣北部主要城市。在整個路程中，雖然關西本線名古屋站至河原田站之間已經電氣化，但是伊勢鐵道伊勢線、紀勢本線和參宮線是非電氣化，因此所有行走「三重」的列車均為柴油列車。
此列車作為了名古屋市和以三重縣的商業、観光為中心的伊勢地區之間的城際之間運送渠道。在明治時代，已經有列車班次行走關西本線和參宮線。在太平洋戰爭後，近畿日本鐵道（近鐵）開設特急列車於名古屋線、山田線和鳥羽線上行走，近鐵在行走距離、班次密度和速度都較為優勝，使近鐵特急成為為地區的主要交通渠道。縱使在1973年，來往關西本線和紀勢線之間的新捷徑鐵路線伊勢線（現時：伊勢鐵道伊勢線）啟用也好，這個狀態仍然持續。
在1987年國鐵分割民營化後，JR東海成立。利用轉乘新幹線作為JR東海的優勢，也刺激當地的乘車需求，便開辦了快速「三重」。

## 運行概況
從名古屋站出發的列車時段為早上8時至晚上8時時段，從伊勢市站出發的列車時段為早上7時至晚上7時時段。上下行大概毎小時1班列車。以便方便轉乘東海道新幹線「希望」和「光」列車。另外在許多星期六與假日，另外加設於早上7時時段從名古屋站出發前往伊勢市的「三重51號」班次。
在名古屋站至多氣站之間，快速「三重」和特急「南紀」均停靠相同的車站。在參宮線內，早上和日間從鳥羽站出發，以及尾班車會停靠伊勢市站、二見浦站和鳥羽站。在黃昏和晚間，下行前往伊勢市的列車和上行從鳥羽出發的列車會停靠參宮線內所有車站，以輔助線內的普通列車的班次。
在2000年代以後的臨時列車中，星期五和假日前會設有於晚上9時時段從名古屋站出發的「三重」91號列車，該列車在2011年春季後再沒有開辨。
在2013年夏季舉行神宮式年遷宮的時候。當年開設了「三重」93號和「三重」94號，當中93號為全車指定席。在同年秋季中，上述2班列車由臨時急行「伊勢」替代，使用KiHa85系柴油列車行走。「伊勢」列車中，全車為指定席，部分車廂更為綠色車廂。

### 停車站
名古屋站 - 桑名站 - 四日市站 - 鈴鹿站 - 〈中瀨古站〉 - 津站 - 松阪站 - 多氣站 - （外城田站） - （田丸站） - （宮川站） - （山田上口站） - 伊勢市站 - （五十鈴丘站）- 二見浦站 - （松下站） - 鳥羽站
- （　）為上下行部分列車停靠，〈　〉為上行部分列車停靠。
- 關於鈴鹿賽道稻生站，只會在該站鄰近的鈴鹿賽道舉行大型賽事當天（特別是FIA F1世界錦標賽日本大獎賽、鈴鹿8小時耐久賽（日语：鈴鹿8時間耐久ロードレース）、SUPER GT（日语：SUPER GT）鈴鹿300km、SUPER FORMULA（日语：スーパーフォーミュラ）比賽日）才會有部分列車臨時停靠。
- 在2006年前，部分列車通過鈴鹿站。另外在2011年前，星期六和假日會有列車停靠蟹江站、彌富站（上述兩站為區間快速停車站）。在池之浦海岸站營業日，部分列車會臨時停靠該站。
- 雖然停車站與特急差不多相同，但是由於在路段上較多單線區間，因此在進行列車交換時運輸停車。

- 以下為停車站的詳細列表。

| 前往鳥羽 （部分前往伊勢市） | 前往名古屋               | 名古屋站 | 桑名站 | 四日市站 | 鈴鹿站 | 中瀨古站 | 津站 | 松阪站 | 多氣站 | 外城田站 | 田丸站 | 宮川站 | 山田上口站 | 伊勢市站 | 五十鈴丘站 | 二見浦站 | 松下站 | 鳥羽站 | 備註                                         |
| --------------------------- | ------------------------ | -------- | ------ | -------- | ------ | -------- | ---- | ------ | ------ | -------- | ------ | ------ | ---------- | -------- | ---------- | -------- | ------ | ------ | -------------------------------------------- |
| 3,5,…,13號                  | 12,14,…,22號             | ●        | ●      | ●        | ●      | －       | ●    | ●      | ●      | －       | －     | －     | －         | ●        | －         | ●        | －     | ●      | 日間班次。51號停車站（從名古屋前往伊勢市）。 |
| 1,15,17號                   | 4,6,8,10,24,26號         | ●        | ●      | ●        | ●      | △        | ●    | ●      | ●      | －       | □      | □      | －         | ●        | ●          | ●        | ●      | ●      | 4號、6號停靠△。4號停靠□。                    |
| 19,21,23,25號               | 2號                      | ●        | ●      | ●        | ●      | △        | ●    | ●      | ●      | ●        | ●      | ●      | ●          | ●        |            |          |        |        | 於伊勢市內到發。2號停靠△。                   |
| 班次數量 (截至2020年4月)    | 上行（前往名古屋）       | －       | 13     | 13       | 13     | 3        | 13   | 13     | 13     | 1        | 2      | 2      | 1          | 13       | 6          | 12       | 6      | 12     |                                              |
| 班次數量 (截至2020年4月)    | 下行（前往鳥羽、伊勢市） | 13       | 13     | 13       | 13     | 0        | 13   | 13     | 13     | 4        | 4      | 4      | 4          | 13       | 3          | 9        | 3      | －     |                                              |

- ●：所有列車停靠
- △ □：部分上行列車停靠
- －：通過
- 51號只於許多星期六和假日開設（臨時列車）

### 使用車輛與編成
在1993年8月起，所有列車使用來自名古屋車輛區的KiHa75型柴油列車。全車只有普通車廂，當初只有2卡編成，1號車廂部分為指定席。
在2007年起，於週末早上和黃昏班次改用4卡編成（1號車為指定席）行走。在2011年3月12日時間表修正中，新製的KiHa25形柴油列車在武豐線上開始行走，使原本在武豐線的KiHa75形於「三重」上行走。在該時間表修正起，定期列車均使用4卡編成，直至2014年12月1日後，部分列車改回2卡編成。
定期列車4卡化前，在年尾年初時期，為了運送初詣的乘客，以及在繁忙時期均設有4卡編成的班次行走。在這個場合下，1號車廂為指定席。在同時舉行式年遷宮和F1日本大獎賽當年，更有6卡編成班次行走。現時在舉行F1日本大獎賽時，基本上列車以4卡編成行走，為了緩解擁堵，全車為自由席。
由於「三重」實施一人控制，因此通常列車會使用KiHa75形的基本款式。一般列車是來自名古屋車輛區的0、100番台或200、300番台，增併時會使用來自美濃太田車輛區的KiHa75形（包含來自高山本線、太多線一人控制樣式的列車）。此外，與美濃太田車輛區內的使用情況相異，「三重」沒有3卡編成列車。
在上行「三重」列車開始營業前，當時的KiHa75形會以普通列車身份行走伊勢市→多氣→鳥羽之間。
在開設「三重」當初是使用來自名古屋車輛區，曾經行走於急行「乘鞍岳」的KiHa58形和KiHa65形，這些車輛在行走「三重」前經過改裝。

## 使用狀況

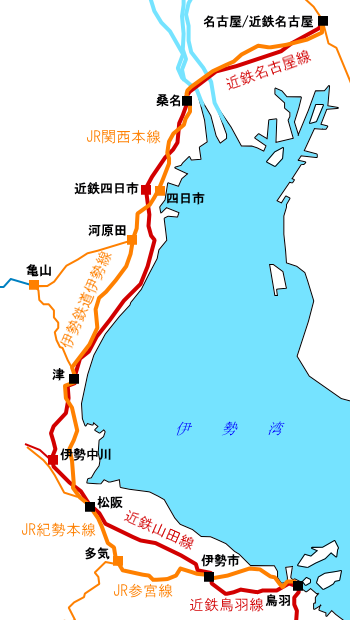
名古屋市至伊勢市、鳥羽市之間，JR與近鐵鐵路線的競爭關係

開設「三重」當初，日間和晚上一律只有2卡編成列車運行，當中1卡的座位編號1號至6號，約半節車廂是指定席。
當時使用「青春18車票」、「日本鐵路周遊券」等，在JR全線自由乘坐的特別企劃車票中。由於列車途經非JR的路段，因此需要另外支付伊勢鐵道的車費（河原田站至津站之間約510日圓）。另一方面，由JR東海販賣的「藍天Free Pass」，在2006年3月18日起伊勢鐵道加入車票的適用範圍，因此不需要額外支付車費。
在2005年10月1日起，JR東海開始發售4枚回數券「日语：」的優惠套票。套票比正常車費平便，而使用期限有1個月。雖然套票名稱有「三重」的字眼，但是車票也可適用於乘坐與快速「三重」行走相同路線的列車，包括關西本線、伊勢鐵道伊勢線、紀勢本線、參宮線之普通、區間快速和快速列車，若額外購入特急券，更可乘坐特急「南紀」。另外，由於名古屋至鳥羽之間的營業距離超過200公里（若經伊勢鐵道為122.5公里），因此購買該區間的普通車票的話，計劃車費時不會以名古屋站作為起/終點。在特定都區市內制度下，上述區間的車票上會印上「名古屋市內」，即是乘客可於「名古屋市內」車站任何一站作為起/終點。

## 歷史

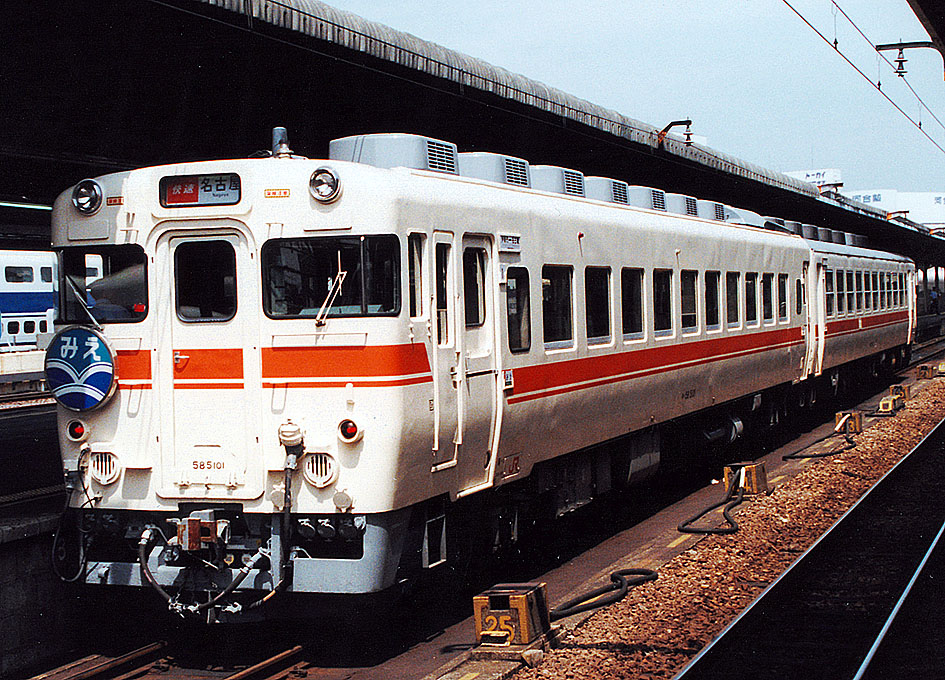
KiHa58 5101+KiHa65 5003
快速「三重」

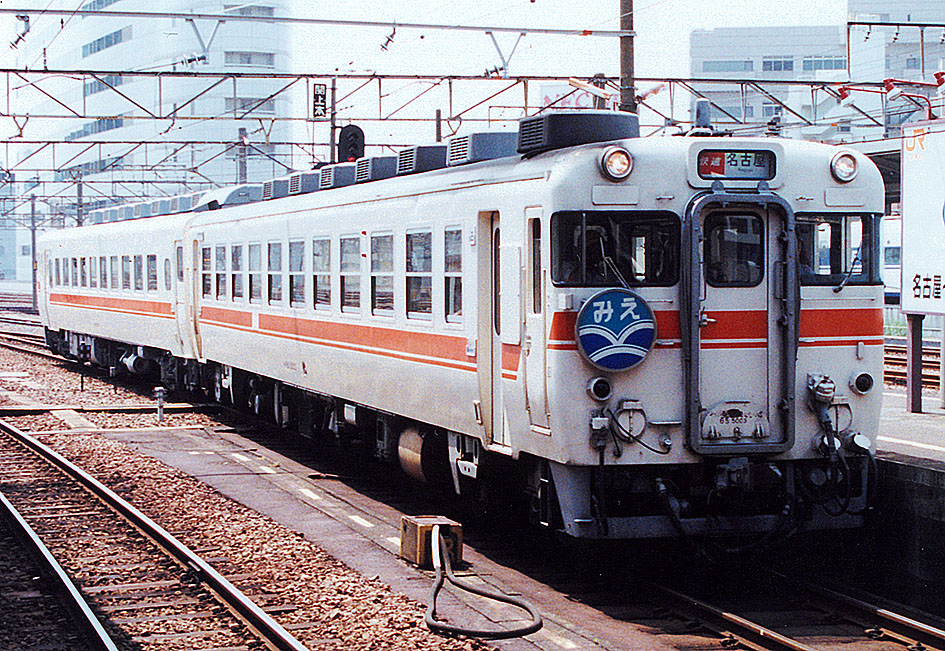
KiHa65 5003+KiHa58 5101
快速「三重」

原本參宮線已經是一條連接伊勢神宮的鐵路線。在戰前已經有許多快速列車直通前往東京、名古屋、大阪方向。但是在戰後，隨著近鐵的軌距統一後，乘坐近鐵的乘客不需要在伊勢中川站轉乘列車，使近鐵開始開設較多特急班次來往伊勢地區和名古屋市。使日本國有鐵道（國鐵）開始削減優等列車班次。在1966年3月，為了方便乘客轉乘東海道新幹線，開辨了來往岐阜站/名古屋站至鳥羽站之間的急行「五十鈴」，當時使用KiHa58系行走，後來由於使用人次較少，營運約2年半後便取消了。在1972年3月實施時間表修正後，連接名古屋市和伊勢市之間的優等列車全部取消，自此參宮線便變成一條只有普通列車行走的本地線。
在「三重」開始運行當初，列車使用了高山本線急行列車升級至特急後餘剩的舊式急行柴油列車，這些列車經過改裝開始運行。為了與近鐵特急、急行作競爭，便把舊式急行形柴油列車作翻新、加大列車馬力、提高列車速度、甚至使用了新式柴油列車。

### 年表
- 1988年（昭和63年）7月1日：JR東海開辦了「Home Liner三重」，使用KiHa82系（日语：国鉄キハ80系気動車）行走，列車行走於名古屋站至伊勢市站之間。當中星期六與假日另外設有行走於名古屋站至鳥羽站之間的臨時快速「伊勢路（日语：伊勢路 (列車)）」列車。
- 1990年（平成2年）3月10日：快速「三重」開始運行[9]。「Home Liner三重」和「伊勢路」取消。
  - 名古屋站至松阪站之間設有8往返班次（最快的班次需時72分鐘）。名古屋站至紀伊勝浦站之間設有1往返班次，共有9往返班次。當中以紀伊勝浦站到發的班次中，熊野市站以南為各站停車、新宮站以南為全車自由席。另外，星期六及假日設有2往返班次延長至鳥羽站。所有列車均途經伊勢鐵道伊勢線。
  - 當時松阪站邀請了在松阪市出身的歌手阿部靜江（日语：あべ静江）出席快速「三重」出發儀式。
  - 前往名古屋的列車班次中，車內設有販賣東海道新幹線指定席特急券的服務。當乘客需要購買該車票時，車長會透過手提電話聯絡名古屋的運輸營業部，使用MARS終端預訂座位，然後車長於車內發售指定席票[9]。
- 1991年（平成3年）3月16日：早上和黃昏增加3往返班次，共有12往返班次。行走於名古屋站至鳥羽站之間有3往返班次，行走於名古屋站至伊勢市站之間有3往返班次，行走於名古屋站至松阪站之間有5往返班次，行走於名古屋站至紀伊勝浦站之間有1往返班次[10]。假日另外設有從名古屋前往鳥羽和伊勢市前往名古屋各1班的「Nice Hoilday（日语：ホリデー快速）三重」。
  - 在3月16日前數天，KiHa58形和KiHa65形各3架車廂的座位改為躺椅。另外引入最高時速每小時110公里的5000番台車輛。使名古屋站至松阪站之間最快班次所需時間縮短至66分鐘。
- 1992年（平成4年）3月14日：名古屋站至紀伊勝浦站之間的班次升級至特急「南紀」[11]。
  - 當年夏天，臨時開辨了行走於名古屋站至熊野市站/紀伊勝浦之間的臨時快速「新鹿」，在多氣站以北串聯運輸。
- 1993年（平成5年）8月1日：KiHa75形開始行走「三重」[12]。
  - 當時行走於名古屋站至松阪站之間的「三重」班次延長至參宮線內，原本前往伊勢市站的班次延長至鳥羽站[12]。
  - 於假日行走的「Nice Hoilday三重」加設星期六服務[12]。
  - 當時鳥羽站邀請了在曙太郎和長壽孿生姐妹金婆婆與銀婆婆出席新型快速「三重」出發儀式。
  - 在引入KiHa75形後，部分區間列車最高時速達到每小時120公里。使名古屋站至松阪站之間（經伊勢鐵道，85.5公里）的所需時間與使用KiHa85系特急「南紀」幾乎相同，大約需時61至62分鐘，表定速度（日语：表定速度）為每小時84第里，為當時日本國內最快使用柴油列車的快速列車。
  - 在時間表修正後部分列車還使用KiHa58系、KiHa65形，當時這些車輛前方還有「頭牌」。
- 1994年（平成6年）12月3日：所有定期「三重」班次統一使用KiHa75形[13]。
  - 在該時間表修正後，KiHa58系和KiHa65形變為後備車輛。
  - 「Nice Hoilday三重」在這次は時間表修正後，把列車名稱統一為「三重」。
- 2007年（平成19年）4月15日：發生三重縣中部地震（日语：三重県中部地震），使伊勢鐵道不能通行，列車需要繞經龜山站。
- 2009年（平成21年）：原則上在星期五增設從名古屋前往伊勢市「三重」91號（直至2011年春季[2][3]）。
- 2011年（平成23年）3月12日：在時間表修正下，有以下變更[14]。
  1. 所有列車以4卡編成。
  2. 名古屋站早上8時時段增設「三重1號」。當時只限平日行走，在2013年1月後，星期六、假日於類近時間設有臨時「三重91號」[15]。
  3. 上行部分班次停靠中瀨古站。
  4. 「三重52號」（星期六及假日運行）廢止。改為毎日運走的「三重2號」，蟹江站和彌富站沒有「三重」列車停靠。
- 2014年（平成26年）12月1日：部分列車改用2卡編成[5]。
- 2015年（平成27年）3月14日：名古屋站早上8時時段出發的「三重1號」改為毎日行走的定期列車。名古屋站於早上7時時段出發的「三重51號」（前往伊勢市）變為臨時列車，繼續只於星期六及日運行[16]。

## 注腳